# Zdeněk Černín
Zdeněk Černín (* 2. září 1954 Opava) je český režisér, pedagog a herec. Vystudoval gymnázium v Opavě a v roce 1978 činoherní herectví na Janáčkově akademii múzických umění v Brně. První angažmá měl v Severomoravském divadle v Šumperku. O dva roky později se vrátil do Brna, kde v souboru Mahenovy činohry ztvárnil roli Amadeus (1982).  
Roku 1992 odešel z činohry Mahenova divadla a působil jako herec, později i režisér v Městském divadle Brno. 
V roce 2013 neuspěl v konkurzu na ředitele tohoto divadla jako jediný protikandidát dosavadního ředitele Stanislava Moši. Následně mu byla v témže roce dána výpověď, kterou považoval za neplatnou a zažaloval ji u soudu, který proběhl až v roce 2016.
V letech 2011–2020 soukromě provozoval Dvorní divadlo manželů Černínových.
Je podruhé ženatý, se svou druhou manželkou Petrou Černínovou (* 26. dubna 1979) má dceru Julii a z prvního manželství tři dospělé děti.       

## Režie v MdB
- Alžběta Anglická (1995)
- Heda Gablerová (1996)
- Othello (1996)
- Naši furianti (1999)
- Sluha dvou pánů (2000)
- Přelet nad kukaččím hnízdem (2002)

a další.